# Haricots rouges à la vigneronne
Les haricots rouges à la vigneronne sont un mets des terroirs viticoles français, à base de haricots rouges cuisinés avec du vin rouge et du lard.

## Origine
Avant la découverte de l'Amérique, l'Europe connaissait la dolique mongette dont le nom grec était Phaseolus. Le haricot lui doit son nom régional de « mongette », ou « mogette », et son nom familier de « fayot ». C'est Catherine de Médicis qui l'a introduit en France à l'occasion de son mariage avec le roi Henri II, en 1533. Le haricot rouge se récoltant à partir du mois d'août, son utilisation en cuisine correspondait à la période des vendanges et à la nécessité d'utiliser le reliquat du vin de l'année précédente pour faire place dans les cuves au vin nouveau.

## Préparation
Ce mets consiste à faire bouillir des haricots de l'année avec du vin rouge, un bouquet garni, un oignon émincé, des gousses d'ail et du lard de poitrine maigre. Les haricots sont ensuite mis à sauter avec le lard puis servis avec du persil haché.

## Accord mets/vin
Originellement, c'est un plat des ménages paysans faisant de la viticulture et il s'accompagne du vin servant à l'élaborer. Un vin de pays peut être employé. Il peut aussi s'accorder parfaitement avec un médoc, un chinon, un bourgueil, un luberon ou un beaujolais nouveau.

## Anecdote
Le centre national de ressources textuelles et lexicales s'est servi de cette recette donnée par Raymond Dumay pour illustrer en gastronomie le terme « vigneronne », ou « à la vigneronne ».